# Juan sin nombre
Juan sin nombre es una telenovela argentina emitida en 1982 por Canal 9, protagonizada por Carlos Calvo y Luisina Brando, junto con la primera actriz María Rosa Gallo, Alberto Fernández de Rosa, Luisa Kuliok y Elizabeth Killian en el rol de la egoísta y malévola Beatriz de Urquiza.

## Guion
La telenovela fue escrito por Abel Santa Cruz, conocido por crear historias como Nuestra galleguita (1969), Papá corazón (1973), Andrea Celeste (1979), Llena de amor (1980), Señorita maestra (1983), Mi segunda madre (1989) y más.

## Elenco
- Carlos Calvo[1] - Juan/César
- Luisina Brando - Margarita
- Luisa Kuliok - Rosalía
- María Rosa Gallo - Alfonsina
- Alberto Fernández de Rosa - Eduardo
- María Noel Genovese - Paulina
- Elizabeth Killian - Beatriz de Urquiza
- Adrián Suar - Néstor
- Juan Manuel Tenuta - Ismael
- Ricardo Darín - Cristóbal
- Pablo Codevila - Camilo
- Miguel Ángel Suárez - Boris de Urquiza
- Norberto Díaz - Carlos
- Nelly Prono - Sandra
- Ana Casares - Helena
- Gonzalo Urtizberéa - Giuseppe
- Maximiliano Paz - Alberto
- Raúl Aubel - Luigi
- Eduardo Rudy - Julio
- José Cibrián - Prudencio
- Adriana Gardiazábal - Ramona
- Héctor Bidonde - Franco
- Carlos Olivieri - Secundino
- Cacho Espíndola - Rufino
- Adrián Martel - Toribio
- Gabriel Laborde - Natalio
- Horacio Márquez - Mateo
- Marcelo Alfaro - Tomás
- Gabriel Laborde - Bartolomé

## Equipo Técnico
- Historia original - Abel Santa Cruz.
- Dirección - Diana Álvarez.